# Batman: Under the Red Hood
Batman: Under the Red Hood è un film d'animazione direct-to-video del 2010 diretto da Brandon Vietti. È l'ottavo film della serie DC Universe Animated Original Movies, e si ispira all'arco narrativo di Batman "Cappuccio Rosso" (2005) scritto da Judd Winick (anche sceneggiatore del film). Nel film, Batman indaga sull'identità di un vigilante chiamato Cappuccio Rosso. Il cast vocale originale include Bruce Greenwood e Jensen Ackles, rispettivamente nei panni di Batman e Cappuccio Rosso, al fianco di John DiMaggio, Neil Patrick Harris, Jason Isaacs e Wade Williams. Il film fu distribuito negli Stati Uniti il 27 luglio 2010 e fu un successo di critica e di pubblico.

## Trama
Sarajevo. Il terribile Joker ha catturato e sta torturando sadicamente Jason Todd, il secondo Robin, allontanandosi solo dopo averlo lasciato in fin di vita; in una corsa disperata Batman raggiunge il casolare in cui il ragazzo meraviglia è rinchiuso, ma l'edificio esplode lasciando trovare all'eroe solo il corpo esanime del suo giovane assistente.
Gotham City, cinque anni dopo. Il misterioso Cappuccio Rosso prende il comando del traffico di droga della città sottraendolo al malvagio signore del crimine Maschera Nera; nel frattempo Batman, con l'aiuto di Nightwing, neutralizza l'androide Amazo, trasportato da sgherri di Cappuccio Rosso. I due inseguono il criminale, che si rivela particolarmente addestrato ed equipaggiato e addirittura a conoscenza dell'identità segreta di Batman, e più tardi fanno visita a Joker nel manicomio di Arkham per chiedergli se conoscesse il misterioso vigilante, in quanto anche lui, una volta, aveva usato quell'identità: il giorno in cui incontrò Batman per la prima volta e cadde accidentalmente nella vasca di liquido chimico che lo ha reso quello che è ora. Il clown principe del crimine, tuttavia, afferma di non conoscerlo.
Maschera Nera, vedendo il suo impero criminale minacciato da Cappuccio Rosso, ordina che venga eliminato a qualsiasi costo; durante uno scontro che vede coinvolti Batman e Cappuccio Rosso contro dei mercenari professionisti conosciuti come la "Mano dei Quattro", il Cavaliere Oscuro recupera e confronta il sangue del misterioso vigilante con quello di Jason: coincidono. Scopre quindi che la tomba del ragazzo contiene un fantoccio e si reca allora da Ra's al Ghul; quest'ultimo rivela che cinque anni prima era stato lui ad ingaggiare Joker come diversivo: la morte di Robin tuttavia non era prevista e, sentendosi responsabile, aveva provato a riportarlo in vita attraverso una Fossa di Lazzaro, dalla quale uscì vivo ma cambiato. Il suo lato peggiore aveva preso momentaneamente il sopravvento e nella fuga si era gettato dall'alto del suo castello, facendo credere a Ra's che fosse di nuovo morto, ma sentendo le notizie riguardanti Cappuccio Rosso ha capito che è sopravvissuto.
Nel frattempo uno stremato Maschera Nera arriva ad allearsi col Joker per liberarsi di Cappuccio Rosso e lo fa evadere da Arkham. Per il suo piano contro lo spietato giustiziere, però, Joker arriva ad usare come esca Maschera Nera e i suoi uomini: quando si trova di fronte a lui, però, Cappuccio Rosso rivela che tutti i suoi piani miravano esclusivamente ad incontrarsi proprio con Joker e solo Maschera Nera aveva le capacità di farlo uscire di prigione.
Al suo arrivo Batman cerca di recuperare Joker, ma Cappuccio Rosso riesce a rapirlo e intima al Cavaliere Oscuro di raggiungerlo al Vicolo del Crimine, lo stesso luogo dove Batman scoprì Jason bambino che cercava di rubare le ruote della Batmobile. Arrivato sul posto, Batman si scontra in un combattimento all'ultimo sangue contro Cappuccio Rosso, il quale alla fine rivela la sua identità al suo vecchio mentore: è proprio Jason Todd. Batman decide di fermarlo una volta per tutte e i due finiscono nell'appartamento dove Jason ha portato Joker e lo ha malmenato con un piede di porco (sorte che precedentemente era toccata a lui). A questo punto Jason afferma che non ce l'ha con Batman perché non è riuscito a salvarlo, ma perché non ha ancora eliminato Joker dopo tutti gli omicidi da esso compiuti ed intima al Cavaliere Oscuro di farlo in questo momento con una pistola, altrimenti sarà pronto a sporcarsi le mani lui stesso.
Batman, tuttavia, è deciso a non oltrepassare mai quel confine e riesce a neutralizzarlo ferendolo alla mano destra. A questo punto Jason usa la sua ultima carta: aziona degli esplosivi che elimineranno lui, Batman e Joker. L'uomo pipistrello cerca di impedire la detonazione ma viene fermato da Joker, il quale è finalmente felice di morire portando con sé il suo vecchio nemico con il suo ex aiutante. Batman riesce tuttavia a stenderlo e questa volta salva Jason dall'esplosione; mentre lo cerca tra le macerie, Batman scopre che Joker è incredibilmente sopravvissuto, seppur ferito gravemente, mentre Jason sembra essersi volatilizzato.
Ritornato nella Batcaverna, Batman osserva il costume di Jason. Alfred chiede se sia il caso di rimuoverlo, dopo ciò che è successo, ma Bruce risponde che non cambierebbe nulla.
Subito dopo, addolorato, Batman se ne va con la Batmobile ed ha un ultimo ricordo di Jason quando divenne il nuovo ragazzo meraviglia.

## Personaggi e doppiatori
| Personaggio                  | Doppiatore originale | Doppiatore italiano |
| ---------------------------- | -------------------- | ------------------- |
| Batman / Bruce Wayne         | Bruce Greenwood      | Fabrizio Pucci      |
| Cappuccio Rosso / Jason Todd | Jensen Ackles        | Gianluca Crisafi    |
| Joker                        | John DiMaggio        | Gerolamo Alchieri   |
| Nightwing / Dick Grayson     | Neil Patrick Harris  | Daniele Raffaeli    |
| Ra's al Ghul                 | Jason Isaacs         | Roberto Draghetti   |
| Maschera Nera                | Wade Williams        | Stefano Mondini     |
| James Gordon                 | Gary Cole            |                     |
| Signora Li                   | Kelly Hu             |                     |
| Alfred Pennyworth            | Jim Piddock          | Oliviero Dinelli    |

## Colonna sonora
La colonna sonora del film, composta da Christopher Drake, fu pubblicata dalla WaterTower Music lo stesso giorno dell'uscita del film.

### Tracce
1. A Death In The Family – 4:51
2. Main Titles – 2:42
3. Mob Boss Meeting – 1:47
4. Amazo – 4:21
5. Batwing – 3:15
6. Batmobile To Arkham – 0:50
7. Interrogation – 1:19
8. Rooftop Chase – 4:21
9. Flashback – 2:19
10. Black Mask Strikes Back – 1:17
11. Techno Ninjas – 5:41
12. Break Out – 2:14
13. Deal With The Devil – 0:48
14. Ra's Story – 5:47
15. The Bridge – 5:12
16. Final Confrontation – 4:44
17. The Choice – 2:16
18. End Titles – 3:34

## Distribuzione

### Edizione italiana
L'edizione italiana fu distribuita sulla piattaforma on demand Premium Net TV di Mediaset Premium nella primavera del 2011.

### Edizioni home video
Il film fu distribuito in America del Nord in DVD-Video in edizione a disco singolo e a disco doppio e in Blu-ray Disc il 27 luglio 2010. Le edizioni DVD a disco doppio e Blu-ray includono come extra il cortometraggio DC Showcase: Jonah Hex, con protagonista lo Jonah Hex; il Blu-ray include inoltre una featurette su Dick Grayson, una su Jason Todd, un'anteprima di Superman/Batman: Apocalypse e quattro episodi di Batman e Batman - Cavaliere della notte selezionati da Bruce Timm.

## Accoglienza

### Vendite
Negli Stati Uniti il film ha incassato 8 276 371 dollari dalle vendite di DVD e 4 168 420 dollari dalle vendite di Blu-ray, portando gli incassi totali del mercato home video a 12 444 791 dollari.

### Critica
Il film ricevette principalmente recensioni positive dalla critica. Il sito Rotten Tomatoes ha raccolto dieci recensioni, tutte positive.